# Safipur
Safipur è una suddivisione dell'India, classificata come nagar panchayat, di 22.402 abitanti, situata nel distretto di Unnao, nello stato federato dell'Uttar Pradesh. In base al numero di abitanti la città rientra nella classe III (da 20.000 a 49.999 persone).

## Geografia fisica
La città è situata a 26° 43' 60 N e 80° 20' 60 E e ha un'altitudine di 128 m s.l.m..

## Società

### Evoluzione demografica
Al censimento del 2001 la popolazione di Safipur assommava a 22.402 persone, delle quali 11.692 maschi e 10.710 femmine. I bambini di età inferiore o uguale ai sei anni assommavano a 3.841, dei quali 1.990 maschi e 1.851 femmine. Infine, coloro che erano in grado di saper almeno leggere e scrivere erano 10.243, dei quali 6.156 maschi e 4.087 femmine.